# آرکیو-۲۰ پوما
اِرووایرونمنت آرکیو-۲۰ پوما (AeroVironment RQ-20 Puma) یک هواپیمای بدون سرنشین با منبع باتری و دست‌پرتاب آمریکایی است که توسط شرکت ارووایرونمنت مستقر در کالیفرنیا تولید شده‌است. مأموریت اصلی آن، نظارت و جمع‌آوری اطلاعات با استفاده از دوربین الکترواپتیکال و فروسرخ است.
پوما می‌تواند به‌راحتی، مأموریت‌های شناسایی و نظارتی را در مکان‌های مختلف انجام دهد.

## پیکربندی
هر سامانهٔ نظامی آرکیو-۲۰اِی دارای سه پهپاد و دو ایستگاه زمینی است. پومای اِی‌ئی می‌تواند تحت شرایط آب و هوایی شدید و نامناسب از جمله دماهای بین −۲۰ تا ۱۲۰ درجه فارنهایت (−۲۹ تا ۴۹ درجه سلسیوس)، سرعت باد تا ۲۵ گره (۲۹ مایل بر ساعت؛ ۴۶ کیلومتر بر ساعت) و یک اینچ باران در ساعت، عملیات خود را انجام دهد.
پوما در سال ۲۰۰۸ برای استفاده توسط ستاد فرماندهی عملیات ویژه ایالات متحده آمریکا انتخاب شد. در مارس ۲۰۱۲، ارتش ایالات متحده، این پهپاد را سفارش داد و آن را آرکیو-۲۰اِی، نام‌گذاری کرد. در ماه آوریل همان سال، سپاه تفنگداران دریایی ایالات متحده آمریکا و نیروی هوایی ایالات متحده نیز سفارش مشابهی برای این پهپاد، ثبت کردند.

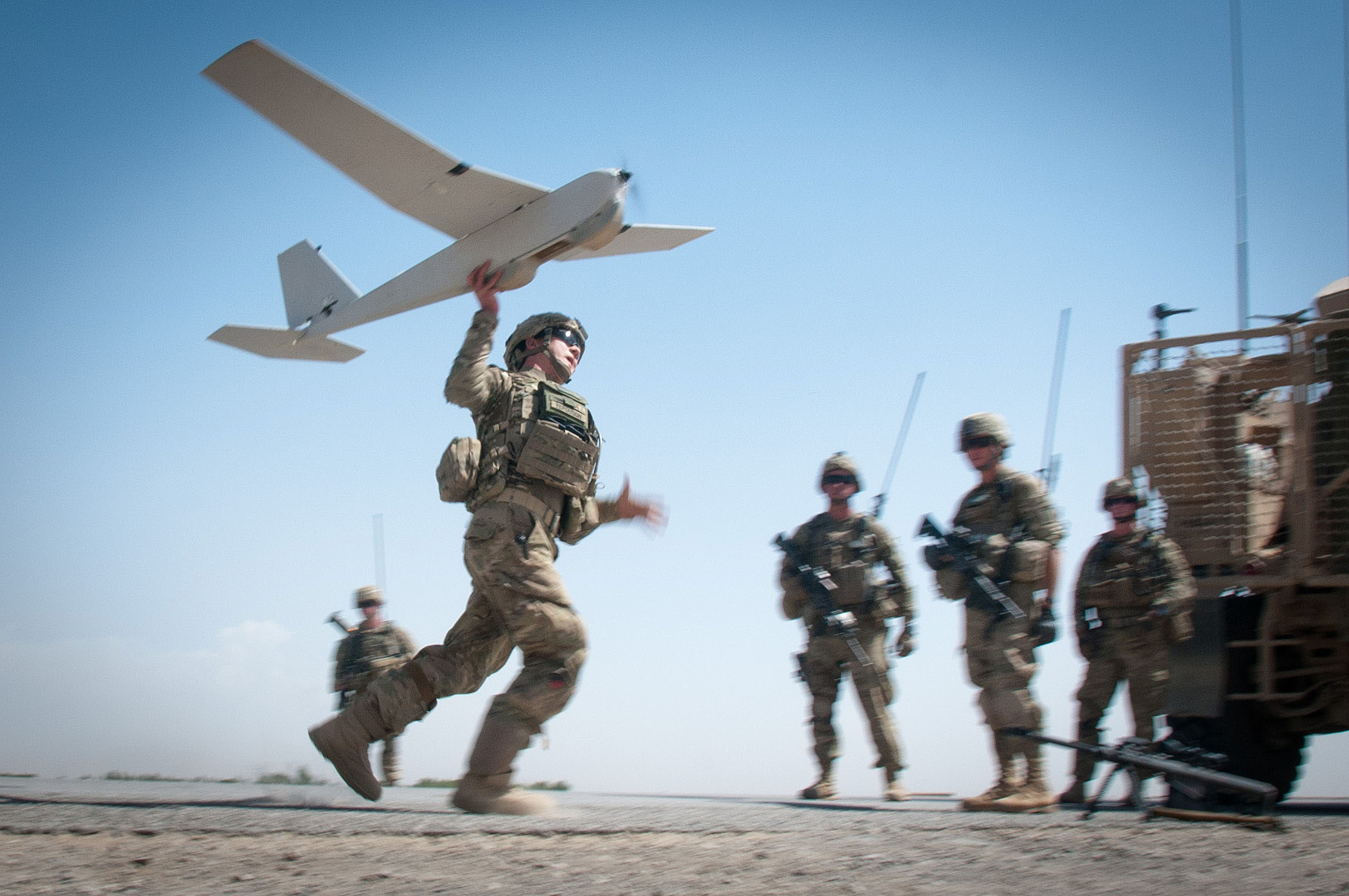
یک سرباز آمریکایی که یک آرکیو-۲۰ را با دست پرتاب می‌کند.

در ۱ آوریل ۲۰۲۲، ایالات متحده یک کمک نظامی ۳۰۰ میلیون دلاری به اوکراین را اعلام کرد که شامل پهپادهای پوما می‌شد.

## انواع
آرکیو-۲۰اِی پوما
آرکیو-۲۰اِی پوما (RQ-20A Puma) نام‌گذاری نظامی برای نسخهٔ پومای قادر به پرواز در تمامی شرایط آب‌وهوایی است. (Puma AE)
پومای تقویت‌شده
پومای تقویت‌شده، (Enhanced Puma) با سیستم پیشرانهٔ قوی‌تر و باتری‌های جدید خود، استقامت پروازی را ۷۵ درصد و تا ۳٫۵ ساعت پرواز، افزایش می‌دهد. این نسخه، دارای محفظهٔ بار کمکی برای انواع محموله‌ها، دارای دوربین فیلم‌برداری مانند نسخهٔ قبل، سیستم ناوبری دقیق با جی‌پی‌اِس ثانویه، و بدنهٔ بادوام بازطراحی‌شده با ساختاری تقویت‌شده و آیرودینامیک بهبودیافته است که در اوایل سال ۲۰۱۴ وارد خدمت شد.
پومای سولار (خورشیدی)
در این نسخه، (Solar Puma) پوما با سلول‌های خورشیدی فوق‌باریک، تغذیه می‌شود که این سلول‌ها، استقامت پروازی را تا ۹ ساعت افزایش می‌دهند. نسخهٔ تولیدی از این نوع، برای اوایل سال ۲۰۱۴ برنامه‌ریزی شد.
آرکیو-۲۰بی
نسخهٔ پومای بی یا بلاک ۲، (RQ-20B) شامل یک پیشرانهٔ قوی‌تر و سبک‌تر، بدنهٔ سبک‌تر و قوی‌تر، باتری با استقامت طولانی، سامانه ناوبری اینرسیایی دقیق، رابط کاربری بهبودیافته و مجموعه حسگر گیمبال مانتیس آی۴۵ جدید، ویژهٔ تمام محیط‌ها است.
پوما اِل‌آرتی‌اِی
پومای اِل‌آرتی‌اِی (LRTA Puma) دارای آنتن ردیابی دوربرد ارتقایافته است که برد آن را تا ۶۰ کیلومتر (۳۷٫۲۸ مایل) گسترش می‌دهد. این نسخه، از بهار ۲۰۱۸، در دسترس قرار گرفت.
پوما اِل‌ئی (استقامت طولانی)
پوما اِل‌ئی (Puma Long Endurance) با استقامت باتری افزایش‌یافته تا ۵٫۵ ساعت، در مه ۲۰۱۹ معرفی شد.

## کاربران
آلبانی

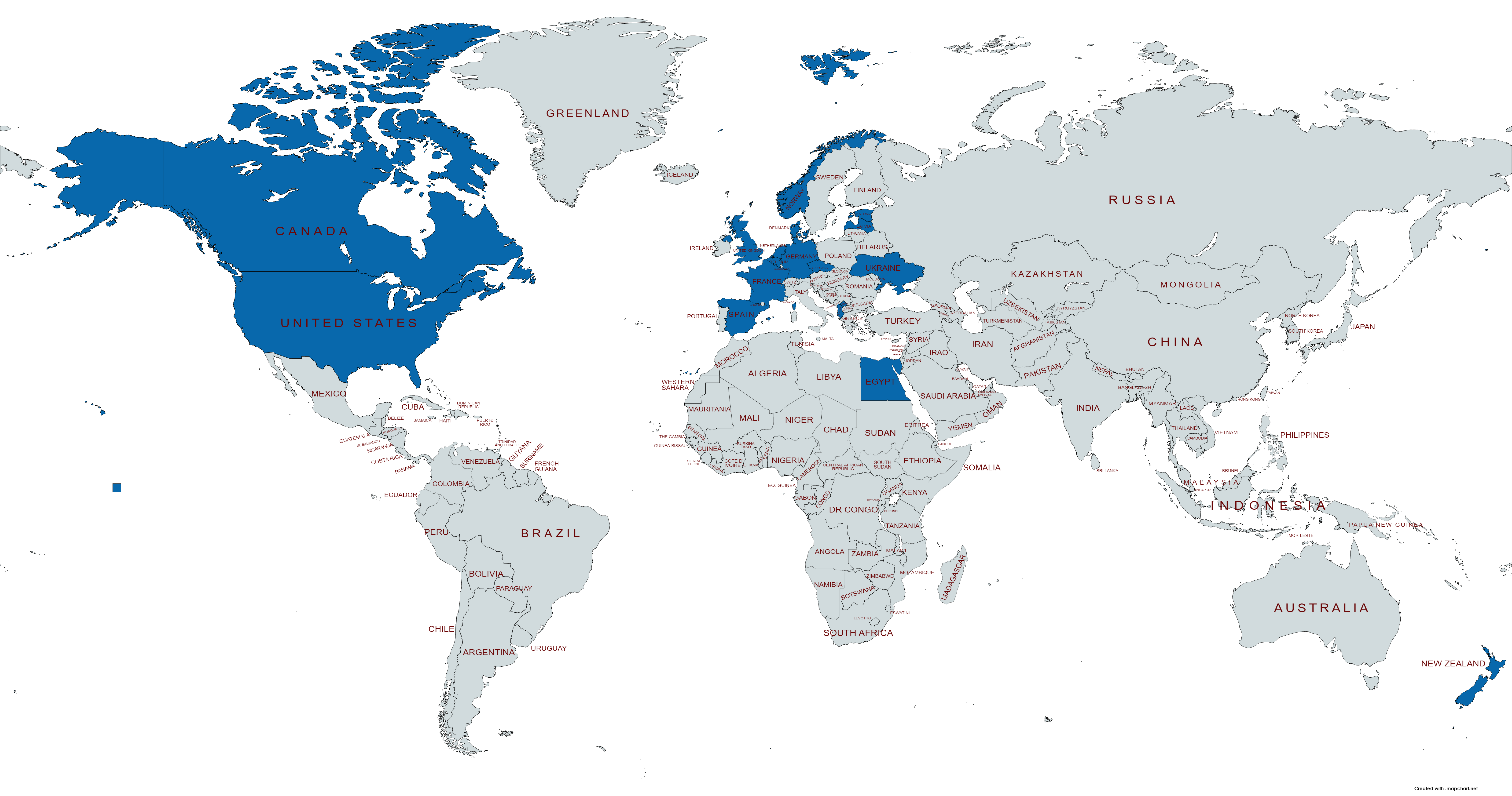
کاربران آرکیو-۲۰ پوما به‌رنگ آبی

- نیروهای مسلح آلبانی - ۶ فروند در سال ۲۰۲۰ خریداری کرد. نخستین دسته، در اوایل سپتامبر ۲۰۲۱ تحویل داده شد.[۱۴][۱۵]

 بلژیک
- نیروی زمینی بلژیک - اجاره شده از نیروی زمینی ایالات متحده در سال ۲۰۱۷[۱۶]

 کانادا
- نیروی زمینی کانادا[۱۷]

 جمهوری چک
- ارتش جمهوری چک - حداقل از سال ۲۰۱۲ از تعداد نامعلومی پوما، استفاده کرده‌است.[۱۸][۱۹]

 دانمارک
- نیروی زمینی سلطنتی دانمارک - پومای اِی‌ئی را در سال ۲۰۱۲ خریداری کرد.[۲۰] در سال ۲۰۱۶ به پومای اِی‌ئی ۲ ارتقا یافت.

 مصر
- نیروی زمینی مصر مدل بی را خریداری کرده‌است.[۲۱][۲۲]

 استونی
- نیروی زمینی استونی در ۲۰۱۸ تعداد نامشخص از مدل بی خریداری کرد.[۲۳]

 فرانسه
- تکاوران دریایی فرانسه - تعداد نامشخصی از پهپادهای پوما را در ۲۰۱۷ و سپس در ۲۰۲۰ خریداری کرد.[۲۴][۲۵][۲۶]

 آلمان
- نیروی دریایی آلمان - ۳ سیستم از مدل بی را در خدمت دارد.[۲۷]

 لتونی
- ارتش لتونی - ۳ سامانهٔ پوما مدل اِی را خریداری کرد.[۲۸]

 هلند
- ژاندارمری پادشاهی هلند[۲۹][۳۰]

 نیوزیلند
- ارتش نیوزلند - از یک پهپاد پوما استفاده می‌کند.[۳۱]

 نروژ
- نیروی زمینی نروژ - پومای اِی‌ئی را در ۲۰۱۸ و ۲۰۱۹ خریداری کرد.[۳۲]

 کوزوو
- نیروی امنیتی کوزوو - به دنبال خرید ۴ فروند پوما تا سال ۲۰۲۱ بوده‌است.[۳۳]

 اسپانیا
- ارتش اسپانیا - تعداد نامعلومی از پوما را در خدمت دارد.

 سوئد
- ارتش سوئد - پوما را در سال ۲۰۱۲ خریداری کرد.[۳۴]

 بریتانیا
-  ایالات متحده آمریکا

- فرماندهی عملیات ویژه ایالات متحده
- نیروی زمینی ایالات متحده - ۳۲۵ سامانه، شامل یک سامانه برای هر گروهان پیاده و ۱۸ سامانه برای هر تیپ[۳۶]
- سپاه تفنگداران دریایی ایالات متحده
- نیروی دریایی ایالات متحده آمریکا [۳۷]
- نیروی هوایی ایالات متحده آمریکا
- اداره ملی اقیانوسی و جوی[۳۸]

 اوکراین
- نیروهای مسلح اوکراین[۳۹]

## ویژگی‌های فنی
داده‌ها از  Puma AE data sheet
ویژگی‌های عمومی
- طول: ۴ فوت ۷ اینچ (۱٫۴ متر)
- پهنای بال: ۹ فوت ۲ اینچ (۲٫۸ متر)
- بیشترین وزن برخاست: ۱۳ پوند (۵٫۹ کیلوگرم)

عملکرد
- حداکثر سرعت: ۵۲ مایل بر ساعت (۸۳ کیلومتر بر ساعت، ۴۵ گره)
- کمینه سرعت کنترل: ۲۳ مایل بر ساعت (۳۷ کیلومتر بر ساعت، ۲۰ گره)
- بُرد: ۹٫۳ مایل (۱۵ کیلومتر، ۸٫۱ مایل دریایی)
- مداومت پروازی: ۲ ساعت